# Tomicus minor
Tomicus minor là một loài côn trùng trong họ Curculionidae. Loài này được Hartig miêu tả khoa học đầu tiên năm 1834.
Đây là loài gây hại của cây Picea abies, phát triển phổ biến ở Mông Cổ.